# صهیون
صَهیون واژه‌ای عبری است که در کتاب مقدس از آن در اشاره به شهر اورشلیم استفاده شده‌است. در واقع صهیون، نام کوهی در اورشلیم می‌باشد.
این واژه نزد یهودیان به‌معنای شهر اورشلیم به‌کار می‌رود؛ ولی در متون دینی یهود، «صهیون» به آرمان و آرزوی ملت یهود برای بازگشت به سرزمین اسرائیل و تجدید دولت یهود اشاره دارد.

## در کلمه
صهیون در زبان عبری، به معنای پر آفتاب و نیز نام کوهی در جنوب غربی اورشلیم است. کوه صهیون در کتب دینی، زادگاه و آرامگاه داود و جایگاه سلیمان بوده‌است.